# 77 Park Lane
Pour plus de détails, voir Fiche technique et Distribution.
77 Park Lane est un film britannique réalisé par Albert de Courville, sorti en 1931.
Albert de Courville a également réalisé en 1931 une version du film en langue française, 77, rue Chalgrin, puis une version en espagnol (Entre noche y dia) en 1932.

## Synopsis
Dans une maison de jeu haut de gamme à Park Lane, une femme tente de sauver son frère de la ruine.

## Fiche technique
- Titre : 77 Park Lane
- Réalisation : Albert de Courville
- Scénario : Walter C. Hackett, Michael Powell
- Dialogues : Reginald Berkeley (en)
- Direction artistique : Laurence Irving
- Photographie : Geoffrey Faithfull, Mutz Greenbaum
- Montage : Arthur Seabourne
- Société de production : Famous Players Guild
- Société de distribution : United Artists Corporation
- Pays d'origine :  Royaume-Uni
- Langue : anglais
- Format : noir et blanc
- Durée : 82 minutes
- Date de sortie : 
  - Royaume-Uni : 2 juillet 1931

## Distribution
- Dennis Neilson-Terry : Lord Brent
- Betty Stockfeld : Mary Connor
- Malcolm Keen : Sherringham
- Ben Welden : Sinclair
- Cecil Humphreys : Paul
- Esmond Knight : Philip Connor
- Molly Johnson : Eve Grayson
- Roland Culver : Sir Richard Carrington
- Molesworth Blow : George Malton
- John Turnbull : superintendant
- Percival Coyte : Donovan